# Phoroncidia tina
Phoroncidia tina là một loài nhện trong họ Theridiidae.
Loài này thuộc chi Phoroncidia. Phoroncidia tina được Herbert Walter Levi miêu tả năm 1964.